# 제스처 (프로게이머)
재스쳐(본명: 홍재희, 1998년 1월 12일 ~ )는 대한민국의 리그 오브 레전드, 오버워치 프로게이머이다. 포지션은 TANK이며 아이디는 Gesture이다. 현재 오버워치 리그 서울 다이너스티 소속이다.

## 선수 생활

### 리그 오브 레전드
2015년 중국 팀인 레전드 드래곤에 입단하면서 프로 커리어를 시작했다.
2016년 1월, 라스칼 제스터에 입단했다.
2016년 5월, 7th 헤븐에 입단했다.

### 오버워치
2017년 2월, GC 부산에 입단하면서 오버워치 프로게이머로 전향했다. APEX 시즌 4에서 주전으로 출전하면서 팀의 우승에 기여했다.
2018시즌을 앞두고 런던 스핏파이어에 입단했다. 오버워치 출범 시즌 팀의 우승에 기여했다.
2020시즌을 앞두고 서울 다이너스티에 입단했다.

## 수상 내역
- Road to APEX 우승
- 핫식스 오버워치 APEX 시즌 4 우승
- APAC 프리미어 2017 우승
- 오버워치 리그 2018 스테이지 1 우승
- 오버워치 리그 2018 그랜드파이널 우승
- 오버워치 리그 2020 5월 토너먼트 아시아 준우승
- 오버워치 리그 2020 서머 쇼다운 아시아 4강